# Synedrion
Het synedrion (συνέδριον: "bijeenkomst") was in Hellas de vergadering van de leden van een Oud-Griekse koinon.
Zo had de Peloponnesische Bond een synedrion onder leiding van Sparta dat ook de leiding had over het leger van de statenbond en de soldaten die een staat moest leveren aan het leger bepaalden.
De Delisch of Delisch-Attische Zeebond een synedrion waarbij elk lid (al snel méér dan 200) één stem had. Doordat de middelen van de statenbond echter in handen waren van de Atheners, konden deze de statenbond als machtsinstrument gebruiken.
De Korinthische Bond een synedrion onder leiding van een strategos, met name Philippus II van Macedonië die deze statenbond had opgericht.
De Aetolische Bond had ook een synedrion onder leiding van een - hier jaarlijks verkozen - strategos, waarbij elke lidstaat vertegenwoordigers mocht sturen, wiens aantal afhankelijk was van haar inbreng in het leger van de statenbond. Wanneer de grote synedrion in een bepaalde situatie (bv. in oorlogstijd) niet naar behoren de statenbond kon besturen, werden ze vervangen door een beperkt raadscomité onder leiding van de strategos. Zodra het terug mogelijk was om met de voltallige synedrion te besturen, werd dit terug gedaan.
Synedrion kon echter ook een andere naam voor bouleuterion zijn, zoals in Mytilene, of een adviesraad van de koningen, zoals het synedrion van Macedonië.